# Ladislas Dormandi

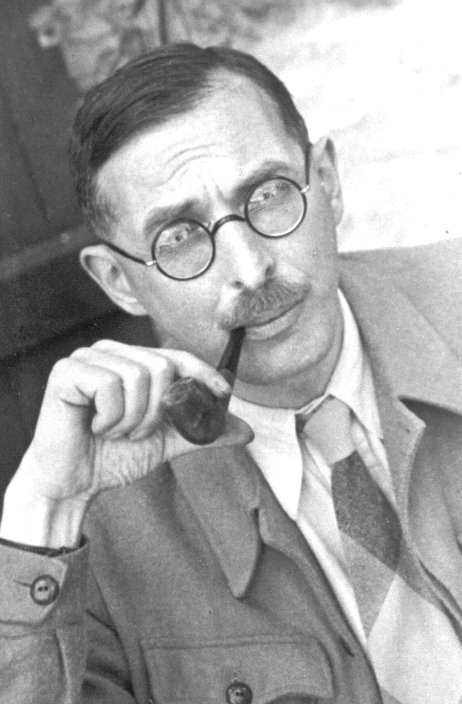
Ladislas Dormandi (1950)

Ladislas  Dormandi, auch László Dormándi, (geboren als László Engel 14. Juli 1898 in Dormánd, Österreich-Ungarn; gestorben 26. November 1967 in Paris) war ein ungarischer Verleger und ein ungarisch-französischer Schriftsteller.

## Leben
László Engel war ein Sohn des Kleingrundeigentümers und Honvédleutnants Lajos Engel und der Irén Beck. László Engels Familie magyarisierte den Familiennamen in Dormándi. Er heiratete 1924 die Gelegenheitsmalerin Olga Székely-Kovács (1900–1971), ihre 1925 geborene Tochter Judith Dupont wurde wie Dormándis Schwiegermutter Vilma Kovács und Dormándis Schwägerin Alice Bálint und deren Ehemann Michael Balint Psychoanalytikerin. Dormándi hatte wie seine Frau jüdische Vorfahren, sie konvertierten in den  1920er Jahren zum Christentum. Die Familie zog in das Mehrfamilienhaus in der Budapester Mészáros utca, das sein Schwiegervater, der Architekt Frédéric Kovács, errichtet hatte. Dormándi wurde Direktor des Budapester Pantheon Verlags, bei dem er 1936 das sechsbändige Új lexikon und 1938 die Kis enciklopédia verlegte. Auch übersetzte  und druckte er Werke der deutschsprachigen Zeitgenossen Lion Feuchtwanger, Thomas Mann und Stefan Zweig. Daneben schrieb er Romane und Essays.
Der Antisemitismus des Horthy-Regimes veranlasste die Familie, 1938 nach Frankreich auszuwandern. Während des Zweiten Weltkriegs arbeitete er unter den Bedingungen der deutschen Besatzung Frankreichs im Untergrund für den Verlag Éditions de Minuit und überstand die deutsche Judenverfolgung. 1948 erhielt er die französische Staatsbürgerschaft.
In Frankreich schrieb er in Französisch unter dem Namen Ladislas Dormandi mehrere Romane. Er erhielt 1953 den Prix Cazes für den Roman Pas si fou.

## Schriften (Auswahl)
ungarisch
- Vihar (1920)
- A tűzsárkány (1921)
- Sólyommadár (1927)
- A jó ember (1930)
- mit Sándor Márai: 1910–1930. Zwanzig Jahre Weltgeschichte in 700 Bildern. Einleitung von Friedrich Sieburg. Berlin : Transmare, 1931
- Két jelentéktelen ember (1937)
- A bajthozó tündér (1941)
- Trópusi láz (1941)
- Zárás után (1942)
- A félelem (1946)
- A mű (1948)
- A hórihorgas és a köpcös (1965)
- A múlt zarándoka (1968)
- Bábszínház (1968)

französisch
- La vie des autres (1944)
- La péniche sans nom (1951)
- Pas si fou (1952)
- La Traque (1955)
- Le fantôme de la rue Babel (1956)
- Tu mourras seul (1957)
- L'ombre du capitaine (1958)
- Plus heureux que l'enfance (1960)
- Le naufragé de la terre ferme (1961)
- Le compagnon de voyage (1962)

Übersetzungen ins Ungarische
- Lion Feuchtwanger: A csúnya hercegnő (Die häßliche Herzogin)
- Lion Feuchtwanger: A hamis Néró (Der falsche Nero)
- Lion Feuchtwanger: A római zsidó (Die Söhne)
- Thomas Mann: Rendetlenség és kora bánat (Unordnung und frühes Leid)
- Felix Salten: Bambi (Bambi)
- Felix Salten: Perri (Die Jugend des Eichhörnchens Perri)
- B. Traven: A halálhajó : Egy amerikai tengerész története (Das Totenschiff)
- B. Traven: A fehér rózsa (Die weiße Rose)
- Stefan Zweig: Elsö élmény (Erstes Erlebnis)

## Anmerkung
1. ↑  Zu den ungarischen Enzyklopädien gibt es in der ungarischen Wikipedia Einträge unter hu:Új lexikon und hu:Kis enciklopédia. Dort weitere Literaturhinweise, aber keine Belege über Dormandi.

| Personendaten    | Personendaten                                       |
| ---------------- | --------------------------------------------------- |
| NAME             | Dormandi, Ladislas                                  |
| ALTERNATIVNAMEN  | Dormándi, László                                    |
| KURZBESCHREIBUNG | ungarisch-französischer Schriftsteller und Verleger |
| GEBURTSDATUM     | 14. Juli 1898                                       |
| GEBURTSORT       | Dormánd                                             |
| STERBEDATUM      | 26. November 1967                                   |
| STERBEORT        | Paris                                               |